# Hlinka (district de Bruntál)
Pour les articles homonymes, voir Hlinka.
Hlinka (en allemand : Glemkau) est une commune du district de Bruntál, dans la région de Moravie-Silésie, en République tchèque. Sa population s'élevait à 190 habitants en 2021.

## Géographie
Hlinka se trouve à 9 km au sud-est de Prudnik (Pologne), à 36 km au nord-nord-est de Bruntál, à 67 km au nord-ouest d'Ostrava et à 232 km à l’est-nord-est de Prague.
La commune est limitée par la Pologne au nord-ouest, par Slezské Pavlovice au nord-est, par Osoblaha à l'est et au sud, et par Dívčí Hrad au sud-ouest.

## Histoire
La première mention écrite de la localité date de 1267.

## Galerie

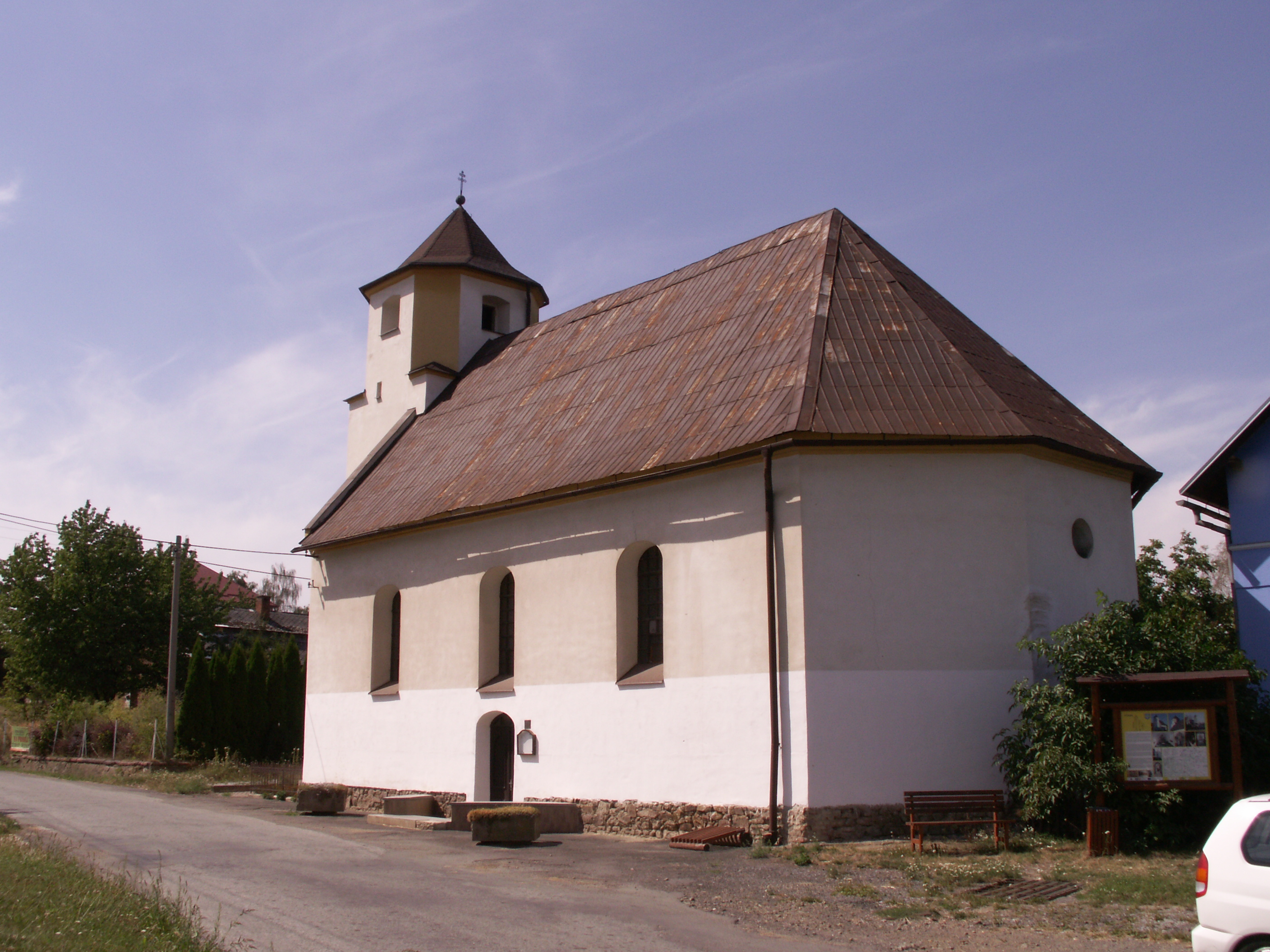
Église Saint-Valentin.
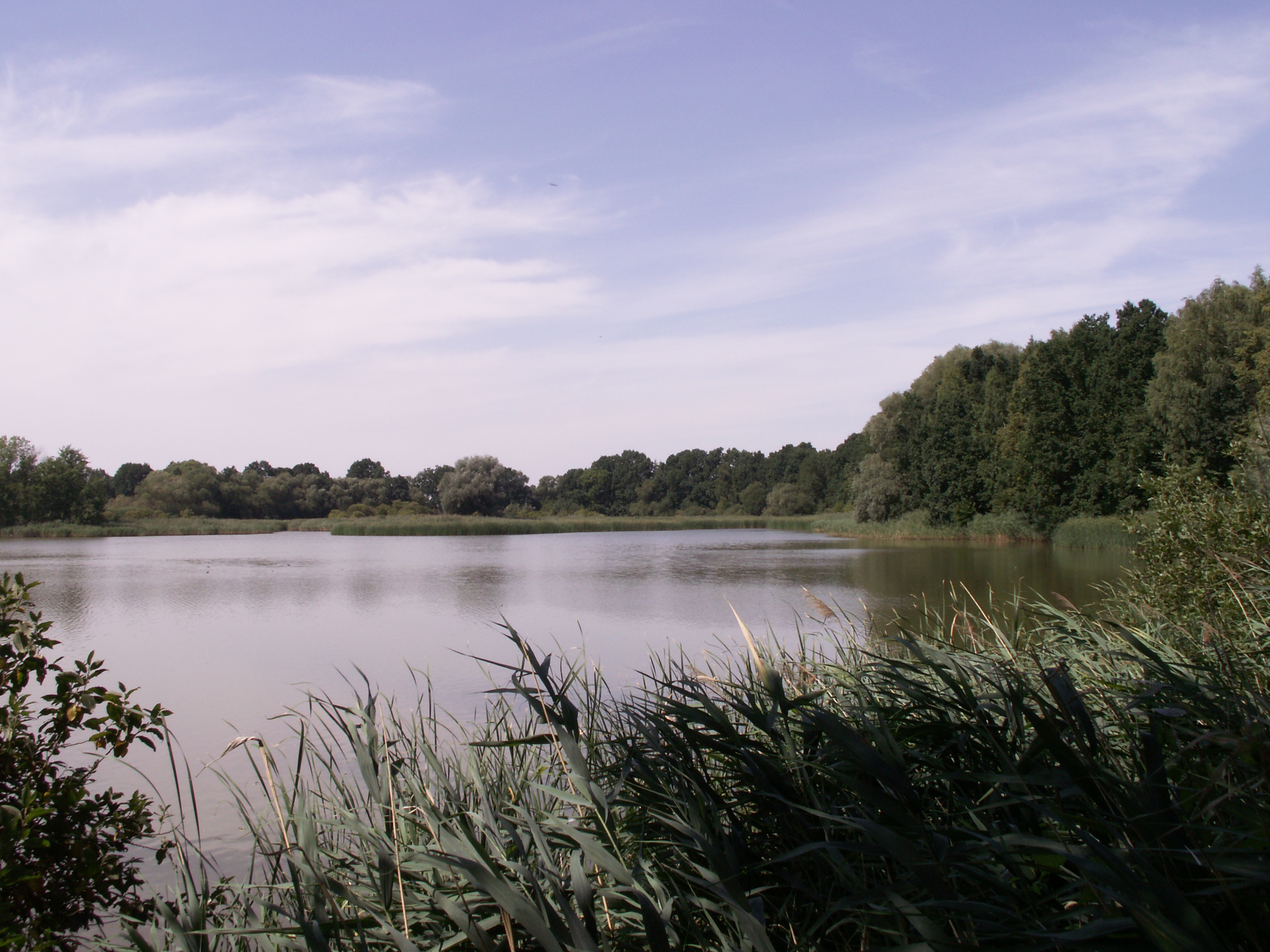
Réserve naturelle Velký Pavlovice.

## Transports
Par la route, Hlinka se trouve à 13 km de Prudnik, à 53 km de Bruntál, à 78 km d'Ostrava et à 286 km de Prague.